# Don Goodman
Don Goodman (sinh ngày 9 tháng 5 năm 1966) là một cựu cầu thủ bóng đá người Anh.

## Sự nghiệp câu lạc bộ
Don Goodman đã từng chơi cho Sanfrecce Hiroshima.

## Thống kê câu lạc bộ

### J.League
| Đội                 | Năm       | J.League | J.League | J.League Cup | J.League Cup | Tổng cộng | Tổng cộng |
| Đội                 | Năm       | Trận     | Bàn      | Trận         | Bàn          | Trận      | Bàn       |
| ------------------- | --------- | -------- | -------- | ------------ | ------------ | --------- | --------- |
| Sanfrecce Hiroshima | 1998      | 10       | 2        | 0            | 0            | 10        | 2         |
| Tổng cộng           | Tổng cộng | 10       | 2        | 0            | 0            | 10        | 2         |